# Course aux points masculine aux Jeux olympiques d'été de 1988
Navigation
Los Angeles 1984 Barcelone 1992
La course aux points masculine est l'une des six compétitions de cyclisme sur piste aux Jeux olympiques de 1988. Elle a lieu sur 30 kilomètres pour le premier tour et 50 kilomètres pour la finale.
Les deux derniers champions du monde, Dan Frost et Marat Ganeïev, font figures de favoris. 

## Premier tour (21 et 22 septembre)
Les 12 premiers coureurs de chaque course se qualifient pour la finale. Les autres coureurs sont éliminés.

### 1resérie
| Rang | Coureur éliminé     | Pays          |
| ---- | ------------------- | ------------- |
| 13   | Peter Hermann       | Liechtenstein |
| 14   | Yoshihiro Tsumuraya | Japon         |
| 15   | Michele Smith       | Îles Caïmans  |
| AB   | Roderick Chase      | Barbade       |
| AB   | Bernardo Rimarim    | Philippines   |

### 2esérie
| Rang | Coureur éliminé     | Pays               |
| ---- | ------------------- | ------------------ |
| 13   | Murugayan Kumaresan | Malaisie           |
| 14   | Jalil Eftekhari     | Iran               |
| AB   | Bailón Becerra      | Bolivie            |
| AB   | Nigel Neil Lloyd    | Antigua-et-Barbuda |
| AB   | Federico Moreira    | Uruguay            |
| NP   | Mario Pons          | Équateur           |

## Finale (24 septembre)
La finale se déroule sur 50 km, soit 150 tours de piste. Un sprint intermédiaire a lieu tous les 5 tours, permettant de gagner 5, 3, 2 et 1 points. Ces points sont doublés lors du dernier sprint ainsi qu'à celui marquant la mi-course. 
Marat Ganeïev est le coureur ayant obtenu le plus grand nombre de points, mais contrairement à Dan Frost et Leo Peelen, il perd un tour par rapport au peloton. 
| Rang                                | Coureur            | Pays                 | Points | Retard  |
| ----------------------------------- | ------------------ | -------------------- | ------ | ------- |
| Médaille d'or, Jeux olympiques      | Dan Frost          | Danemark             | 38     |         |
| Médaille d'argent, Jeux olympiques  | Leo Peelen         | Pays-Bas             | 26     |         |
| Médaille de bronze, Jeux olympiques | Marat Ganeïev      | Union soviétique     | 46     | 1 tour  |
| 4                                   | Robert Burns       | Australie            | 20     | 1 tour  |
| 5                                   | Juan Curuchet      | Argentine            | 18     | 1 tour  |
| 6                                   | Uwe Messerschmidt  | Allemagne de l'Ouest | 28     | 2 tours |
| 7                                   | Pascal Lino        | France               | 21     | 2 tours |
| 8                                   | Frankie Andreu     | États-Unis           | 21     | 2 tours |
| 9                                   | Manuel Youshimatz  | Mexique              | 21     | 2 tours |
| 10                                  | Miklós Somogyi     | Hongrie              | 13     | 2 tours |
| 11                                  | Giovanni Lombardi  | Italie               | 13     | 2 tours |
| 12                                  | Roland Königshofer | Autriche             | 11     | 2 tours |
| 13                                  | Alexis Méndez      | Venezuela            | 8      | 2 tours |
| 14                                  | Olaf Ludwig        | Allemagne de l'Est   | 19     | 3 tours |
| 15                                  | Gene Samuel        | Trinité-et-Tobago    | 10     | 3 tours |
| 16                                  | Wojciech Pawłak    | Pologne              | 8      | 3 tours |
| 17                                  | Gianni Vignaduzzi  | Canada               | 7      | 3 tours |
| 18                                  | Antonio Salvador   | Espagne              | 5      | 3 tours |
| 19                                  | Do Eun-cheol       | Corée du Sud         | 4      | 3 tours |
| 20                                  | Philippe Grivel    | Suisse               | 4      | 3 tours |
| 21                                  | Hsu Jui-te         | Taipei chinois       | 4      | 3 tours |
| 22                                  | Peter Aldridge     | Jamaïque             | 4      | 3 tours |
| 23                                  | Luboš Lom          | Tchécoslovaquie      | 3      | 3 tours |
| 24                                  | Fernando Louro     | Brésil               | 0      | 3 tours |

## Sources
- Le rapport officiel des JO 1988 (volume 2) p.356 et p.357